# Crittenden (Kentucky)
Crittenden es una ciudad ubicada en el condado de Grant en el estado estadounidense de Kentucky. En el Censo de 2010 tenía una población de 3815 habitantes y una densidad poblacional de 429,69 personas por km².

## Geografía
Crittenden se encuentra ubicada en las coordenadas 38°47′19″N 84°36′7″O / 38.78861, -84.60194. Según la Oficina del Censo de los Estados Unidos, Crittenden tiene una superficie total de 8.88 km², de la cual 8.81 km² corresponden a tierra firme y (0.79%) 0.07 km² es agua.

## Demografía
Según el censo de 2010, había 3815 personas residiendo en Crittenden. La densidad de población era de 429,69 hab./km². De los 3815 habitantes, Crittenden estaba compuesto por el 96.67% blancos, el 0.81% eran afroamericanos, el 0.29% eran amerindios, el 0.21% eran asiáticos, el 0.18% eran isleños del Pacífico, el 0.71% eran de otras razas y el 1.13% pertenecían a dos o más razas. Del total de la población el 1.76% eran hispanos o latinos de cualquier raza.